# Voronîțea, Halîci
Voronîțea (în ucraineană Ворониця) este un sat în comuna Meduha din raionul Halîci, regiunea Ivano-Frankivsk, Ucraina.

## Demografie
Componența lingvistică a localității Voronîțea
     Ucraineană (100%)
Conform recensământului din 2001, toată populația localității Voronîțea era vorbitoare de ucraineană (100%).